# Julius Zegers
Julius Lucius (Jules) Zegers (Leeuwarden, 4 juni 1897 - Amersfoort, 25 mei 1970) was een Nederlands beroepsmilitair. Hij was luitenant-generaal bij de Koninklijke Luchtmacht en lid van het Hoog Militair Gerechtshof. Tijdens de Tweede Wereldoorlog had hij het commando over vliegveld De Vlijt op Texel, was lid van het verzet, ontsnapte tweemaal uit Duitse gevangenschap en sloot zich uiteindelijk aan bij de Binnenlandse Strijdkrachten. Na de oorlog kreeg hij de opdracht om het nieuwe Commando Luchtvaarttroepen op te richten en later het Commando Tactische Luchtstrijdkrachten.

## Vroege leven
Zegers werd op 4 juni 1897 geboren in Leeuwarden. Zijn vader was officier, en hij is een broer was Johan Gerrit Willem Zegers. In 1915 ging hij bij de Koninklijke Landmacht. In 1919 werd hij uitgezonden naar Nederlands-Indië, waarna hij in 1924 terugkeerde in verband met malaria. Datzelfde jaar maakte hij een overstap naar de Luchtvaartafdeeling als reserveofficier. In 1925 haalde hij als het Groot Militair brevet, waarna hij in 1930 beroepsmilitair werd en later instructeur op vliegkamp Soesterberg. 

## Tweede Wereldoorlog
Bij het uitbreken van de Tweede Wereldoorlog was hij commandant van vliegveld De Vlijt. Na de capitulatie werd hij lid van het verzet. Nadat in 1942 alle Nederlandse officieren werden gearresteerd werd hij vastgehouden in Kamp Stanislau, waaruit hij wist hij te ontsnappen. 

## Latere jaren
Eind 1945 kreeg hij de opdracht voor het vormen van het Commando Luchtvaarttroepen,  een nieuw regiment dat zou worden belast met de beveiliging van alle militaire vliegvelden.
In 1947 werd hij commandant van vliegbasis Twenthe. 
In 1952 was hij een van de oprichters van de Commando Tactische Luchtstrijdkrachten waarvan hij de eerste commandant werd. 

## Trivia
De Koninklijke Luchtmacht had als eerbetoon een Fokker 60 naar Jules Zegers vernoemd.

## Onderscheidingen

### Nederland
- Orde van de Nederlandse Leeuw - ridder
- Orde van Oranje-Nassau, Officier "met de Zwaarden"
- Bronzen Leeuw
- Oorlogsherinneringskruis, met gesp
- Onderscheidingsteken voor Langdurige Dienst als officier, met het cijfer XL

### Zweden
- Orde van het Zwaard, commandeur 2e klasse

## Extere link
- Nederlands Instituut voor Militaire Historie (NIMH): Foto's van de begrafenis van Zegers.